# 和井田製作所
株式会社和井田製作所（わいだせいさくしょ、英: Waida MFG Co., Ltd. ）は、岐阜県高山市に本社を置く金型関連研削盤などを製造する企業。同市初の上場企業である。

## 特色
特殊研削盤特化の工作機械中堅。切削工具用国内シェア9割、金型用6割。半導体用育成。海外注力。

## 沿革
- 1933年（昭和8年）- 和井田製作所を創業。
- 1946年（昭和21年）- 株式会社和井田製作所を設立。
- 1949年（昭和24年）- 東京出張所（昭和44年10月東京支店に昇格）を開設。
- 1956年（昭和31年）- 超硬バイトを研削する「超硬バイト研削盤」を開発し生産を開始。
- 1958年（昭和33年）- 年本格的な工作機械である「精密立中ぐり盤」を開発し生産を開始。
- 1964年（昭和39年）- 大阪駐在所（昭和49年1月大阪営業所に昇格）を開設。
- 1966年（昭和41年）
  - 「ジグ中ぐり盤」を開発し生産を開始。
  - 岐阜工場を岐阜県各務原市金属団地に新設。
- 1968年（昭和43年）-「成形研削盤」を開発し生産を開始。
- 1969年（昭和44年）- 岐阜工場内に中部営業所を開設。
- 1974年（昭和49年）- 「スローアウェイインサート外周研削盤」を開発し生産を開始。
- 1978年（昭和53年）-「CNC成形研削盤」を開発し生産を開始。
- 1982年（昭和57年）-「CNCスローアウェイインサート外周研削盤」「CNCジグ研削盤」を開発し生産を開始。
- 1984年（昭和59年）-「CNC全自動成形研削盤」を開発し生産を開始。
- 1991年（平成3年）- 本社及び高山工場を岐阜県高山市片野町に移転。
- 1997年（平成9年）-「CNC全自動万能工具研削盤」を開発し生産を開始。
- 1998年（平成10年）
  - 米国ノースカロライナ州シャーロット市に米国地区の販売拠点として、現地法人WAIDA AMERICA INC.を設立（100%出資、2011年清算）。
  - 「CNC成形研削盤（高速型）」を開発し生産を開始。
- 1999年（平成11年）
  - 「全自動CNC溝入れインサート研削盤」を開発し生産を開始。
  - 当社100%出資により和井田エンジニアリング株式会社を設立（2004年清算）。
- 2002年（平成14年）
  - 中国市場の情報収集拠点として上海市に上海代表所を開設。
  - 「全自動CNC刃先交換チップ外周研削盤」及び「超精密両頭平面研削盤」を開発し生産を開始。
- 2003年（平成15年）
  - ISO9001:2000の認証を取得。
  - ジャパン・イー・エム株式会社に100%出資で資本参加（現・連結子会社）。
- 2004年（平成16年）-「極小径エンドミル研削盤」及び「高能率CNCジグ研削盤」を開発し生産を開始。
- 2005年（平成17年）- ジャスダックに株式を上場。
- 2006年（平成18年）- 本社工場（組立工場）の増床。
- 2007年（平成19年）
  - 「全自動CNC複合外周研削盤」を開発し生産を開始。
  - ISO14001:2004の認証を取得。
  - 欧州地区の販売拠点として、ドイツ・エスリンゲンに現地法人WAIDA Europe GmbHを設立（100%出資、2013年清算）。
- 2012年（平成24年）- 台湾に和井田友嘉精機股份有限公司を設立。
- 2016年（平成28年）- 和井田友嘉精機股份有限公司を連結子会社化。

## 製品
金型関連研削盤
- 成形研削盤
- ジグ研削盤

切削工具関連研削盤
- 刃先交換式チップ研削盤
- 軸付工具研削盤

その他の機械
- 超精密平面研削盤他
- その他の金属加工機械及び附属装置類

## 拠点
- 本社・本社工場 - 岐阜県高山市片野町
- 岐阜工場 - 岐阜県各務原市金属団地
- 上海代表所 - 中華人民共和国上海市
- アメリカノースカロライナ支店 - 米国ノースカロライナ州

## 関係会社
- 和井田友嘉精機股份有限公司 - 工作機械の生産及び販売。
- ジャパン・イー・エム株式会社 - 計測・制御機器及び産業用機械の製造並びに販売。